# Jacob Miller Campbell
Jacob Miller Campbell (20 de noviembre de 1821-27 de septiembre de 1888) fue un miembro republicano de la Cámara de Representantes de los Estados Unidos. También sirvió como oficial del Ejército de la Unión durante la guerra civil estadounidense.

## Primeros años
Jacob M. Campbell nació en "White Horse", cerca de Somerset, Pensilvania. Se trasladó con sus padres a Allegheny City (Pensilvania), en 1826. Asistió a las escuelas públicas y aprendió el arte de la imprenta en la oficina del Somerset Whig.
Más tarde se relacionó con una empresa editora de revistas en Pittsburgh y con los principales periódicos de Nueva Orleans, Luisiana. Se dedicó a la navegación a vapor en la parte baja del Río Misisipi de 1841 a 1847 y a la extracción de oro en California en 1851. Colaboró en la construcción de la fábrica de hierro de Cambria en Johnstown, Pensilvania, en 1853, y fue empleado de esa empresa hasta 1861, cuando dimitió. Campbell fue delegado en la primera Convención Nacional Republicana celebrada en Filadelfia en 1856.

## Guerra civil
Campbell sirvió en el ejército de la Unión como primer teniente e intendente de la Compañía G, Tercer Regimiento, Infantería Voluntaria de Pensilvania. Reclutó la 54.ª Infantería de Voluntarios de Pensilvania y fue nombrado coronel de la misma el 27 de febrero de 1862. Fue brevetado como general de brigada en los ascensos generales de 1866 que siguieron a la guerra, con fecha del 13 de marzo de 1865.

## Posguerra
Después de la guerra, Campbell regresó a Johnstown, Pensilvania, y sirvió como agrimensor general (más tarde secretario de asuntos internos) de Pensilvania desde 1865 hasta 1871.
Campbell fue elegido como republicano para el cuadragésimo quinto Congreso. No tuvo éxito como candidato a la reelección en 1878. Volvió a ser elegido para los Congresos cuadragésimo séptimo, cuadragésimo octavo y cuadragésimo noveno. Fue presidente de la Comisión de Manufacturas de la Cámara de Representantes de los Estados Unidos durante el cuadragésimo séptimo Congreso. En 1886 fue candidato a la reelección sin éxito.
Siguió interesado financieramente en la banca y en la fabricación de acero, y fue presidente de la convención estatal republicana en 1887.
Jacob Campbell falleció en Johnstown en 1888. Fue enterrado en el cementerio de Grandview, Johnstown.